# Corporal Clegg
„Corporal Clegg“ je skladba britské rockové skupiny Pink Floyd, poprvé vyšla jako čtvrtá v pořadí na albu A Saucerful of Secrets v červnu 1968. Jejím autorem je baskytarista Roger Waters.
Píseň pojednává o desátníku Cleggovi, válečném veteránovi z druhé světové války, který v roce 1944 přišel o nohu. Jedná se o první zmínku o válce v textech Pink Floyd, v pozdějších letech toto téma začal hojně využívat právě Roger Waters, jehož otec zemřel v bojích roku 1944. Ke skladbě natočili Pink Floyd pro belgickou televizi RTB ve dnech 18. a 19. února 1968 černobílý videoklip. Pro zvukovou stopu (natáčeno na playback) byla použita pracovní verze s odlišným koncem a zcela jinou závěrečnou slokou. Druhý videoklip pochází z 22. července 1969 z produkce západoněmecké televize SDR, v něm byla skupina natočena při bitvě s jídlem.
Pink Floyd tuto skladbu nikdy živě nehráli. Studiová verze o délce 4 minuty a 12 sekund byla natočena v průběhu února 1968 v EMI Studios pod dohledem producenta Normana Smithe a vyšla na albu A Saucerful of Secrets. Píseň „Corporal Clegg“ nebyla zařazena na žádné kompilační album.

## Původní sestava
- David Gilmour – elektrická kytara, kazoo, zpěv
- Rick Wright – elektronické varhany, zpěv
- Roger Waters – baskytara, zpěv
- Nick Mason – bicí, perkuse, zpěv